# Strada statale 1 (Albania)
La strada statale 1 (in albanese Rruga shtetërore SH1) è una strada statale albanese che unisce la capitale Tirana con la frontiera montenegrina oltre la quale prosegue come strada maestra M-4. Forma parte della strada europea E762.
Negli ultimi anni, la strada è stata oggetto di un'importante ristrutturazione in alcune parti.